# Podabrus neglectus
Podabrus neglectus is een keversoort uit de familie soldaatjes (Cantharidae). De wetenschappelijke naam van de soort werd in 1989 gepubliceerd door Takehiko Nakane in Nakane & Makino.